# Република Босна и Херцеговина (1992 – 1997)
 Тази статия е за Босна и Херцеговина в периода 1992 – 1997 г..  За днешната държава вижте Босна и Херцеговина.  
Република Босна и Херцеговина съществува от обявяването на независимост на Босна и Херцеговина през 1992 до влизането в сила на Дейтънското споразумение през 1997. През голяма част от съществуването си държавата е разкъсваната от гражданска война между сърби, мюсюлмани (бошняци) и хървати, които са основните етноси, живеещи в страната. По време на войната са образувани непризнати държави на територията на републиката на етническа основа – Република Сръбска, Федерация Босна и Херцеговина и Хърватска република Херцег-Босна. Държавата престава да съществува през 1997, като се преобразува в днешна Босна и Херцеговина.